# Alliance des églises presbytériennes et réformées d'Amérique latine
L'Alliance des églises presbytériennes et réformées d'Amérique latine (en espagnol : « Alianza de Iglesias Presbiterianas y Reformadas de América Latina » ou « Aipral ») est une association regroupant les Églises réformées et les Églises presbytériennes d'Amérique latine. Elle est aussi associée à l'Alliance réformée mondiale.

## Historique
L'Aipral fut fondée en juillet 1955 sous le nom de Comision de cooperacion presbiteriana de America latina (CCPAL : commission de coopération presbytérienne d'Amérique latine), lors du Congrès de Campinas au Brésil.
En 1966, elle devint l'Asociasion de Iglesias Presbiterianas y Reformadas en América Latina (Aipral : Association des églises presbytériennes et réformées en Amérique latine). Lors de l'Assemblée de Debrecen (Hongrie) de l'Alliance réformée mondiale, elle prit son nom actuel, et devint un conseil régional de l'ARM.

## Églises membres
Argentine
1. Iglesia Evangélica del Río de la Plata, Église évangélique du Rio de la Plata
2. Iglesia Evangélica Congregacional de Argentina, Église évangélique congrégationnelle d'Argentine
3. Iglesias Reformadas en Argentina, Églises réformées en Argentine
4. Iglesia Presbiteriana Argentina, Église presbytérienne argentine

 Bolivie
1. Iglesia Evangélica Presbiteriana de Bolivia, Église évangélique presbytérienne de Bolivie

 Brésil
1. Igreja Cristã Reformada do Brasil, Église chrétienne réformée du Brésil
2. Igreja Evangélica Arabe de São Paulo, Église évangélique arabe de São Paulo
3. Igreja Evangélica Congregacional do Brasil, Église évangélique congrégationnelle du Brésil
4. Igreja Presbiteriana do Brasil, Église presbytérienne du Brésil
5. Igreja Presbiteriana Independiente do Brasil, Église presbytérienne indépendante du Brésil
6. Igreja Presbiteriana Unida do Brasil, Église presbytérienne unie du Brésil

 Chili
1. Iglesia Evangélica Presbiteriana en Chile, Église presbytérienne évangélique au Chili
2. Iglesia Presbiteriana de Chile, Église presbytérienne du Chili

 Colombie
1. Iglesia Presbiteriana de Colombia, Église presbytérienne de Colombie

 Costa Rica
1. Iglesia Evangélica Presbiteriana Costarricense

 Cuba
1. Iglesia Presbiteriana Reformada en Cuba

 Salvador
1. Iglesia Reformada Calvinista de El Salvador

 Guatemala
1. Iglesia Evangélica Nacional Presbiteriana de Guatemala

 Honduras
1. Iglesia Cristiana Reformada de Honduras

 Mexique
1. Iglesia Nacional Presbiteriana de México, Église nationale presbytérienne du Mexique
2. Iglesia Presbiteriana Reformada de México, Église presbytérienne réformée du Mexique
3. Iglesia Presbiteriana Asociada-Reformada de México

 Nicaragua
1. Iglesia Morava en Nicaragua, Église morave au Nicaragua

 Paraguay
1. Iglesia Evangélica Congregacional del Paraguay

 Pérou
1. Iglesia Evangélica Presbiteriana y Reformada del Perú

 Porto Rico
1. Sínodo Presbiteriano Boriquén en Puerto Rico

 République dominicaine
1. Iglesia Evangélica Dominicana

 Uruguay
1. Iglesia Evangélica Valdense del Río de la Plata, Église évangélique vaudoise du Rio de la Plata

 Venezuela
1. Iglesia Presbiteriana de Venezuela

## Liens
Site officiel de l'Aipral